# 金融犯罪执法局
金融犯罪执法局（Financial Crimes Enforcement Network，简称FinCEN），直译作金融犯罪执法网络或金融犯罪执法网，是美国财政部下辖的一个部门，其任务是负责收集和分析有关可疑金融活动的信息，以打击美国国内和国际洗钱、恐怖主义融资和其他金融犯罪行为。
FinCEN于1990年4月25日根据美国财政部长的命令（编号为105-08的财政命令）而被设立，成为财政部旗下的一个局级单位。自1995年起，它采用FinCEN人工智能系统（FAIS）。

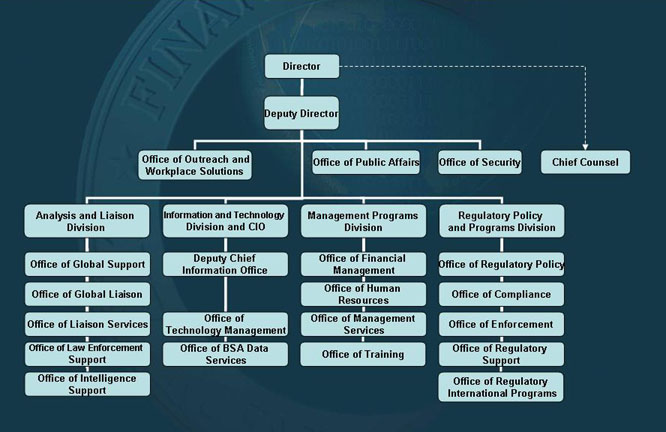
FinCEN组织结构图

## 历任局长
- 布赖恩·M·布鲁（Brian M. Bruh），1990年 - 1993年；
- 斯坦利·E·莫里斯（Stanley E. Morris），1994年 - 1998年；
- 詹姆斯·F·斯隆（James F. Sloan），1999年4月 - 2003年10月；
- 威廉·J·福克斯（William J. Fox），2003年12月 - 2006年2月；
- 罗伯特·W·沃纳（Robert W. Werner），2006年3月 - 2006年12月；
- 小詹姆斯·H·弗里斯（James H. Freis, Jr.），2007年3月 -  2012年8月；
- 詹妮弗·沙斯基·卡尔维里（Jennifer Shasky Calvery），2012年9月 - 2016年5月；
- 肯尼斯·A·布兰科（Kenneth A. Blanco），2017年12月 - 2021年4月。[12]